# Bouraq Indonesia Airlines
Bouraq Indonesia Airlines war eine private Fluggesellschaft, die Mitte 1970 gegründet wurde.

## Geschichte
Bouraq flog ab 1970 mit drei Douglas DC-3 von Jakarta aus nach Banjarmasin, Balikpapan und Surabaya. Flugzeuge des Typs NAMC YS-11 ergänzten ab 1971 die Flotte. Im Jahr 1972 erhielt Bouraq ihre erste Hawker-Siddeley HS 748. Dieser Flugzeugtyp erwies sich als optimal für die Bedürfnisse der Gesellschaft und wurde bis 2001 eingesetzt. Im Jahr 1973 gründete Bouraq die Tochtergesellschaft Nusantara Air Service, die ab 1974 unter der Bezeichnung Bali Air mit Maschinen des Typs Britten-Norman Islander einen regionalen Linienflugverkehr durchführte. Ab November 1978 setzte Bouraq kurzzeitig zwei geleaste Strahlflugzeuge des Typs Boeing 707 ein.
Ab 1993 ergänzten gebrauchte Boeing 737-200 die Flotte. Mit Philippine Airlines bestand eine enge Zusammenarbeit.
Bouraq Indonesia Airlines musste aufgrund finanzieller Probleme den Flugbetrieb im Juli 2005 einstellen.

## Ziele
Die Gesellschaft flog im nationalen Linienflugverkehr von Jakarta aus die Inseln Java, Sumatra, Kalimantan, Sulawesi, Maluku, Bali und Tenggara Islands an. Im internationalen Flugverkehr wurden Malaysia, Singapore, Brunei und die Philippinen angeflogen.

## Flotte

### Flotte bei Betriebseinstellung
Zum Zeitpunkt der Betriebseinstellung bestand die Flotte der Gesellschaft aus 12 Boeing 737-200 und einer McDonnell Douglas DC-9-82 (MD-82).

### Zuvor eingesetzte Flugzeuge
- Boeing 707-120 und 707-138
- Douglas DC-3
- Fokker F28-4000
- Hawker-Siddeley HS 748 Serie 2A und 2B
- IPTN 212-100
- NAMC YS-11
- Vickers Viscount 800

## Zwischenfälle
Von 1976 bis zur Betriebseinstellung 2005 kam es bei Bouraq Indonesia Airlines zu 12 Totalschäden von Flugzeugen. Bei 3 davon kamen 62 Menschen ums Leben. Von den Totalschäden ereigneten sich 9 mit Hawker-Siddeley HS 748. Beispiele:
- Am 23. Januar 1976 kam eine Hawker Siddeley HS 748-216 2A der Bouraq Indonesia Airlines (Luftfahrzeugkennzeichen PK-IHD) bei der Landung auf dem Flughafen Mutiara (Indonesien) von der Landebahn ab und schlug in einen größeren Sandhaufen ein, der für die Reparatur der Bahn vorgesehen war. Die linke Tragfläche brach außerhalb des linken Triebwerks ab. Das Flugzeug wurde dabei irreparabel beschädigt. Alle 32 Insassen, fünf Besatzungsmitglieder und 27 Passagiere, überlebten den Unfall.[2]

- Am 9. Februar 1977 setzte eine Hawker Siddeley HS 748-235 2A der Bouraq Indonesia Airlines (PK-IHK) auf dem Flughafen Makassar (Indonesien) erst nach 3200 Fuß (985 Meter) hinter der Landebahnschwelle extrem hart auf und sprang wieder hoch. Beim erneuten Aufschlag brach das Bugfahrwerk zusammen. Alle 51 Insassen, fünf Besatzungsmitglieder und 46 Passagiere, überlebten den Unfall. Das Flugzeug wurde irreparabel beschädigt.[3]

- Am 26. August 1980 stürzte eine Vickers Viscount 812 der Bouraq Indonesia Airlines (PK-IVS) nach vollständigem Kontrollverlust etwa 26 Kilometer nordöstlich des Zielflughafens Jakarta-Kemayoran ab. Die Maschine war von der taiwanesischen Far Eastern Air Transport gemietet. Ursache war das Abbrechen des rechten Höhenruders, verursacht durch den Bruch des Zentrierzapfen des rechten Flettner-Ruders. Dieser hatte seine zulässige Flugstundengrenze von 12.000 Stunden um 21.000 Stunden, also fast das Doppelte, überschritten. Alle 37 Insassen (6 Besatzungsmitglieder und 31 Passagiere) wurden aufgrund dieses Wartungsfehlers getötet  (siehe auch Flugunfall der Bouraq Indonesia Airlines 1980).[4]

- Am 10. Dezember 1982 brach an einer Hawker Siddeley HS 748-235 2A der Bouraq Indonesia Airlines (PK-IHI) bei der Landung auf dem Flughafen Manado-Sam Ratulangi (Indonesien) das Bugfahrwerk zusammen. Alle 45 Insassen, drei Besatzungsmitglieder und 42 Passagiere, überlebten den Unfall. Das Flugzeug wurde irreparabel beschädigt.[5]

- Am 4. Juli 1988 landete eine Vickers Viscount 843 der Bouraq Indonesia Airlines (PK-IVW) mit Rückenwind auf der nassen Landebahn am Flughafen Balikpapan. Nach dem Aufsetzen brachen das Bug- und rechte Hauptfahrwerk zusammen. Die Maschine wurde irreparabel beschädigt. Alle 76 Insassen überlebten den Unfall.[6]

- Am 4. Januar 1989 ließ sich an einer Hawker Siddeley HS 748-234 2A der Bouraq Indonesia Airlines (PK-IHA) vor der Landung auf dem Flughafen Banjarmasin-Syamsudin Noor (Indonesien) das Fahrwerk nicht ausfahren. Es kam zu einer Bauchlandung, bei der das Flugzeug irreparabel beschädigt wurde. Alle 52 Insassen, fünf Besatzungsmitglieder und 47 Passagiere, überlebten den Unfall.[7]

- Am 28. August 1992 entstand bei einer Vickers Viscount 843 der Bouraq Indonesia Airlines (PK-IVX) kurz nach dem Start vom Flughafen Banjarmasin-Syamsudin Noor (Indonesien) ein Triebwerksbrand im Motor Nr. 2 (links innen). Das Feuer konnte nicht gelöscht werden, die Notlandung bei der Rückkehr war erfolgreich. Das Flugzeug brannte aus. Alle 70 Insassen, sechs Besatzungsmitglieder und 64 Passagiere, überlebten.[8]

- Am 9. Januar 1993 gab es an einer Hawker Siddeley HS 748-234 der Bouraq Indonesia Airlines (PK-IHE) Probleme mit dem Triebwerk Nr. 2 (rechts). Bei der Rückkehr zum Startflughafen Surabaya (Indonesien) stürzte die Maschine 2 Kilometer davor in einen Sumpf, zerbrach und fing Feuer. Von den 44 Insassen kamen 15 ums Leben, vier Besatzungsmitglieder und 11 Passagiere.[9]

- Am 26. September 1994 (nach anderen Angaben am 26. November) wurde eine Viscount 843 der indonesischen Bouraq Indonesia Airlines (PK-IVU) bei der Landung auf dem Flughafen Pontianak schwer beschädigt. Die beiden Piloten (die einzigen Insassen) überlebten. Nach einem Überführungsflug zum Flughafen Jakarta-Cengkareng wurde das Flugzeug dort als irreparabel stillgelegt.[10]

- Am 9. August 1995 flog eine Hawker Siddeley HS 748-216 2A der Bouraq Indonesia Airlines (PK-KHL) im Anflug auf den Flughafen Kaimana-Utarom (Westneuguinea, Indonesien) in einer Höhe von 2800 Metern in die Kumawa-Berge. Bei diesem CFIT (Controlled flight into terrain) wurden alle 10 Insassen getötet, sechs Besatzungsmitglieder und 4 Passagiere.[11]

- Am 11. Juli 1996 wurde mit einer Hawker Siddeley HS 748-402 2B der Bouraq Indonesia Airlines (PK-IHN) nach einem Triebwerksausfall der Start auf dem Flughafen Ambon-Pattimura (Indonesien) abgebrochen. Die Maschine überrollte das Landebahnende um 180 Meter und kollidierte mit einem Damm. Alle 48 Insassen, fünf Besatzungsmitglieder und 43 Passagiere, überlebten den Unfall. Das Flugzeug wurde irreparabel beschädigt.[12]

- Am 24. Februar 1997 wurde eine Hawker Siddeley HS 748-235 2A der Bouraq Indonesia Airlines (PK-IHG) irreparabel beschädigt, als beim Start vom Flughafen Tarakan-Juwata (Indonesien) eine Tür abriss. Alle 33 Insassen, vier Besatzungsmitglieder und 29 Passagiere, überlebten den Unfall.[13]

- Am 13. Oktober 1997 kam es mit einer Hawker Siddeley HS 748-401 2B LFD der Bouraq Indonesia Airlines (PK-IHO) auf dem Flughafen Yogyakarta-Adisucipto (Indonesien) zu einer besonders harten Landung. Der mittlere Teil des Rumpfes wurde so schwer beschädigt, dass die Maschine als irreparabel eingestuft werden musste. Alle 10 Insassen, fünf Besatzungsmitglieder und 5 Passagiere, überlebten den Unfall.[14]